# Malia Scotch Marmo
Malia Scotch Marmo (Wakefield, 4 de mayo de 1957) es una guionista estadounidense. Escribió los guiones de los largometrajes Once Around de Lasse Hallstrom, Hook de Steven Spielberg, Madeline. También tuvo una breve participación en la adaptación de Jurassic Park.
Recientemente colaboró con la cineasta pakistaní Sabiha Sumar en Good Morning Karachi. Scotch Marmo también enseña a escribir guiones y, a través del Instituto Sundance y otras organizaciones, asesora a aspirantes a cineastas.
En 2012, Scotch Marmo recibió el premio Andrew Sarris, que honra el servicio excepcional y los logros artísticos de los distinguidos exalumnos del Columbia Film Program.